# Johannes Spehr
Johannes Spehr (* 1965 in Schotten) ist ein deutscher Bildhauer und Maler. Er lebt und arbeitet in Frankfurt am Main.

## Biografie
Von 1986 bis 1992 studierte Spehr an der Städelschule in Frankfurt am Main. 1996 erhielt er ein Stipendium der Hessischen Kulturstiftung Wiesbaden, das als Reisestipendium ausgeschrieben war. 1997 wurde Spehr mit dem Max-Pechstein-Förderpreis der Stadt Zwickau ausgezeichnet. Im Anschluss daran erhielt er das Arbeitsstipendium des Kunstfonds Bonn. Es folgte 1999 der Ars-viva-Preis Köln. 2001 wurde Spehr noch einmal durch ein Arbeitsstipendium der Hessischen Kultur GmbH unterstützt.
Johannes Spehr wurde seit Beginn seiner künstlerischen Laufbahn ständig durch die Galerie Hübner + Hübner in Frankfurt am Main vertreten und unterstützt.
Seit 2004 ist Spehr als Gastprofessor an der Kunsthochschule Kassel tätig, wo er heute als Professor lehrt. 2008 erhielt er einen Lehrauftrag an der Akademie für Bildende Künste Mainz.

## Werk
In seinem früheren Werk beschäftigte sich Spehr überwiegend mit der Verknüpfung unterschiedlicher Motive, die in absurden Zusammenfügungen ein Gemälde ergaben.
In seinen späteren Arbeiten finden sich eher punktuelle zu einem komplexen Werk verdichtete Erzählmomente, die in dramatischer und oft auch szenischer Konstellation ein phantastisches Gesamtwerk ergeben.

## Ausstellungen (Auswahl)
- 1997 Städtisches Museum Zwickau anlässlich des Max-Pechstein-Förderpreises
- 1998 Szenenwechsel XIII, Museum für Moderne Kunst Frankfurt am Main
- 1999 Casino Luxembourg, Grenzgänge
- 2000 Kabinett der Zeichnung, Kunstverein für die Rheinlande und Westfalen; auch: Kunstsammlungen Chemnitz, Württembergischer Kunstverein Stuttgart, Kunstverein Lingen
- 2000 Grenzgänge, Kunstverein Freiburg; auch: Kunsthaus Dresden
- 2000 Städtische Kunstsammlungen Schloss Salder, Salzgitter-Salder, Arbeiten zum Thema Arbeitswelt
- 2001 Kabinett Zürich, Arbeiten auf Papier
- 2001 Kunstverein Hannover
- 2002 Institut für Auslandsbeziehung (ifa), Stuttgart in Zusammenarbeit mit Centre for Contemporary Art and University of Kiev-Mohlyla Academy, Kiew, Ukraine
- 2003 deutschemalerzweitausenddrei, Frankfurter Kunstverein
- 2003 Salto Mortale, Kasseler Kunstverein
- 2003 Kunstverein Nürnberg
- 2004 Kunstverein Göttingen
- 2005 Kunstverein Bielefeld
- 2010 Johannes Speer, Kunsthalle Mainz
- 2010 Galerie Hübner + Hübner, Frankfurt am Main
- 2011 Windeinschlag/Siedeln in den Lüften, Kunsthalle Gießen[1]
- 2014 Galerie Thomas Rehbein, Köln

## Werke in Sammlungen
- Kunstmuseum Bonn
- Museum für Moderne Kunst, Frankfurt am Main[2]
- SOR Rusche Sammlung Oelde Berlin